# 官山大桥
官山大桥是浙江省舟山市的一座跨海大桥，是 526国道的一部分，位于岱山县境内，为双塔单跨悬索桥，全长912米，最大跨度为580米，于2012年1月1日开工，2014年6月12日合龙，2015年8月完工，并通过交工验收，2019年9月25日随秀山大桥通车与秀山岛联通。